# Ivan Jančev
Ivan Jančev, in bulgaro Иван Янчев? (Trojanovo, 14 settembre 1921 – Sofia, 30 dicembre 1995), è stato un attore bulgaro.

## Biografia
Conosciuto in Italia per il ruolo di Don Luigi Aragonese ne La piovra 7 - Indagine sulla morte del commissario Cattani uno dei suoi ultimi lavori prima della morte avvenuta il giorno prima di Capodanno del 1995.

## Televisione
- 1995- La piovra 7 - Indagine sulla morte del commissario Cattani